# Vivi Berens

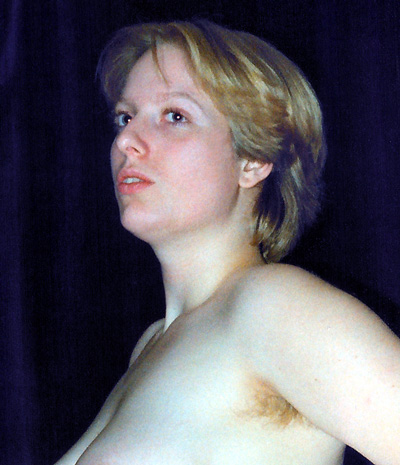
Vivi Berens während ihrer zweiten Schwangerschaft in einer Aufnahme ihres Mannes Torben aus dem Jahr 1983.

Vivi Berens (* 12. Dezember 1961 in Kopenhagen) ist eine ehemalige dänische Schauspielerin in pornografischen Filmen sowie Erotikmodell.
Vivi Berens ist das älteste von drei Kindern eines Hafenarbeiters und einer Hausfrau. Sie stand 1975 schon im Alter von 13 Jahren für damals in Dänemark legale Nacktfotos vor der Kamera. Mit 15 Jahren wirkte sie in ihren ersten pornografischen Kurzfilmen in Reihen der Rodox Tradings mit, einer Tochtergesellschaft der Color Climax Corporation. Sie kam zur Pornografie, da sie zu ihrem damaligen Verlobten und späteren Ehemann Torben zog, der in der Nähe des Firmensitzes lebte. Dort wurde laufend nach Mädchen und Paaren gesucht. Ihren ersten Langfilm Glade Nymfer drehte sie 1978 im Alter von 16 Jahren, sie verkörperte dort eine Nymphe. Insgesamt drehte sie zwischen 1977 und 1979 elf Filme, nach ihrem letzten Film Vivi Berens Private beendete sie ihre Filmkarriere aufgrund einer Schwangerschaft. Dieser letzte Film war auch aufgrund technischer Mängel kein Erfolg mehr. Zunächst drehte sie an der Seite ihres Freundes, ab dem dritten Film auch mit anderen Partnern. Außer dem letzten wurden alle Filme von Rodox Tradings produziert. 
Nach 1979 stand sie noch für Aktaufnahmen vor der Kamera. 1984 bekam sie eine zweite Tochter. Sie arbeitete nach dem Abschluss ihrer Schulzeit 1978 als Assistentin in einem Kindergarten, ab 1982 in einem Kindergarten auf Amager.

## Filmografie (Auswahl)
- 1978: Glade nymfer
- 1978: Ung Sex
- 1978: Vivis Dinner
- 1979: Vivi Berens Private